# Thereva varicincta
Thereva varicincta är en tvåvingeart som först beskrevs av Jacques-Marie-Frangile Bigot 1860.  Thereva varicincta ingår i släktet Thereva och familjen stilettflugor. Inga underarter finns listade i Catalogue of Life.